# Gerhard Gutruf

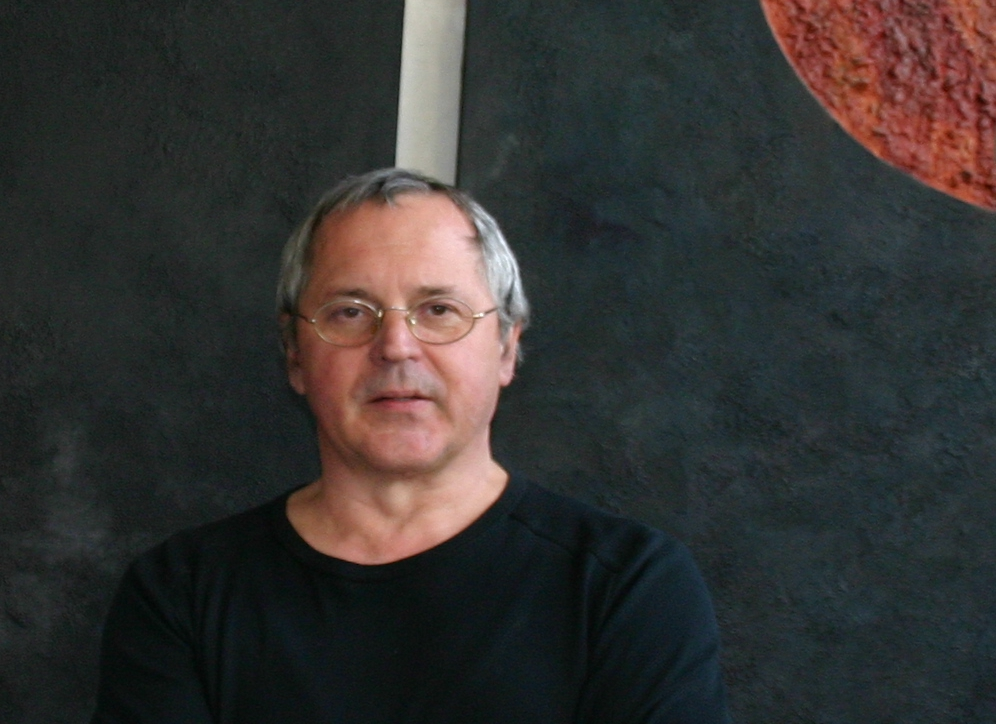
Gutruf im Atelier (2006)

Gerhard Gutruf (* 17. März 1944 in Nikitsch, Burgenland) ist ein österreichischer Maler, Grafiker und Kunsttheoretiker.

## Leben
Gutruf studierte von 1962 bis 1970 Malerei, Bühnenbild und Kunsterziehung unter anderem bei den Professoren Sergius Pauser und Lois Egg an der Akademie der bildenden Künste Wien. 1966 Diplom für Malerei und Abgangspreis der Akademie der bildenden Künste Wien. 1970/71 Rom Stipendium. Von 1975 bis 1979 leitete er bei der Internationalen Sommerakademie für Bildende Kunst in Salzburg die Abteilung „Zeichnen und Theorie“, 1976–1982 lehrte er an der Internationalen Ferienakademie Bruneck, Südtirol. 1982 gründete er den Weinviertler Kultursommer in Ravelsbach, Niederösterreich.

## Ausstellungen
1974 stellte Gutruf im Kupferstichkabinett der Akademie der bildenden Künste aus, 1976 präsentierte er sein Bild Hommage à Vermeer – eine Variation des Atelierbildes Die Malkunst von Johannes Vermeer, an der er drei Jahre lang gemalt hatte – in der Galerie Würthle in Wien. Schon 1979 widmete ihm die Österreichische Galerie Belvedere Wien eine Personale.
Eine seiner zahlreichen späteren Studienreisen führte Gutruf 1990 nach Mexiko. Anlässlich eines Atelierbesuches regte der damals 90-jährige Maler Rufino Tamayo eine Gutruf-Ausstellung in Mexiko-Stadt an, die 1993 im Museo Nacional de la Estampa realisiert wurde.
Nach weiteren Einzelausstellungen u. a. in Guadalajara, 1987 Kairo, 1997 Addis Abeba, Ljubljana, Bratislava, Ascona, Pretoria, im Museu da Electriciade in Lissabon, in Coimbra und Viseu wurde Gutruf vom Doyen der chinesischen Malerei Liu Xun eingeladen, im Jahre 2000 im International Yi Yuan Museum in Peking auszustellen.
2005 wurde seine Ausstellung Ojo a Madrid im Museo Municipal de Arte Contemporaneo in der spanischen Hauptstadt gezeigt. Anschließend stellte Gutruf im Palais Yeniköy in Istanbul aus, zweimal präsentierte er Arbeiten in der Galerie Wagner in Wallisellen bei Zürich, 2007 zeigte die Galerie Kamera in Kiew seine Werke, 2008 gab es eine große Personale mit über 130 Arbeiten im Ningbo Museum of Art, einem der größten neuen Kunstmuseen Chinas. 2009 stellte Gutruf in der Academisch Genootschap Eindhoven und in Louk’s Galerie, Enschede in den Niederlanden aus.
Von Jänner bis April 2010 zeigte das Kunsthistorische Museum Wien eine Ausstellung rund um Vermeers Meisterwerk De Schilderkunst (Die Kunst der Malerei), in der auch unterschiedliche Variationen dieses Bildes – u. a. von Peter Greenaway, Maria Lassnig und Gutruf – gezeigt wurden. Für das Vermeer Centrum Delft gestaltete der Wiener Künstler im Mai 2010 die erste Ausstellung eines lebenden Künstlers.
Vier seiner Aquarelle waren 2010 in der Shangai International Watercolour Biennial Exhibition zu sehen, bei der über 2000 Maler aus 19 Ländern ihre Wasserfarben-Arbeiten eingereicht hatten. Der Wiener Künstler wurde als einziger Österreicher von einer Jury ausgewählt – seine Blätter wurden mit 240 Aquarellen anderer Künstler in der chinesischen Stadt präsentiert.
Neben seiner künstlerischen Arbeit beschäftigt sich Gutruf mit kunsttheoretischen und philosophischen Problemen. Er hielt Vorträge an Universitäten vor Kunsthistorikern, er schreibt Kritiken zu verschiedenen Ausstellungen und über Künstler und beschäftigt sich mit Phänomenen der Perspektive und Komposition, vor allem im Werk Vermeers. Gutrufs wissenschaftliche Untersuchung Reconstructing Vermeer’s Perspective in „The Art of Painting“, die er gemeinsam mit Hellmuth Stachel vom Institut für Geometrie der Technischen Universität Wien verfasst hat, wurde Anfang August 2010 bei der 14th International Conference on Geometry and Graphics in Kyoto, Japan, vorgestellt. Ein erweiterter Text wurde unter dem Titel The Hidden Geometry in Vermeer’s The Art of Painting im Journal for Geometry and Graphics der TU Wien veröffentlicht.

## Auszeichnungen
- 1975 Preis des Wiener Kunstfonds
- 1980 den Theodor-Körner-Preis
- 1982 ein Arbeitsstipendium der Stadt Wien
- 1999 das Österreichische Ehrenkreuz für Wissenschaft und Kunst
- 2002 Schaechter Scholarship for Advanced Studies, New York
- 2005 Goldenes Ehrenzeichen für Verdienste um das Bundesland Niederösterreich.
- 2007 Berufstitel Professor[5]
- 2015 Cavaliere dell’Ordine della Stella d’Italia[6] (Verleihung in der italienischen Botschaft durch den italienischen Botschafter)
- 2019  Cavaliere dell’Ordine di S. Silvestro Papa.[7] (Verleihung im erzbischöflichen Palais Wien durch Kardinal Schönborn)

## Bibliographie (Auswahl)
- Moderne Grafik in Österreich Claus Pack S. 68, S. 171, S. 172   1969
- Encyclopedia of Drawing, Clive Ashwin S. 96  1982
- Museo Nacional de la Estampa Mexiko-Stadt Druckgrafik, Katalog  1993
- Kunst des 20. Jahrhunderts – Bestandkatalog der Öst. Galerie in Wien Band 2 S. 74, 75  1995
- Katalog Gutruf Spotlights, Old Arts Gallery, Pretoria  1998
- Katalog Gutruf Raum und Zeit International Art Palace (Int. Yi Yuan Museum, Peking) 2000
- Kunst nach 1945 Nö Landesmuseum S. 99, S. 112   2002
- Malerei in Österreich, Krieger, Kramer, Alkier, Einem  2005
- Katalog Ojo a Madrid Museo Municipal de Arte Contemporaneo de Madrid  2005
- Katalog Gutruf Kleine Variationen nach grossen Meistern Ningbo Museum of Art, China  2008
- Allgemeines Künstlerlexikon (AKL) Wolfgang Hilger Gutruf, Gerhard 2009
- Vermeer Die Malkunst, Katalog KHM S. 115, S. 177  2010
- Laura Ledwina: Gutruf. Perspektiven. Katalog, Stadtgalerie Wiener Neustadt, Kunstforum Leoben, 2022.